# Van Stolk (geslacht)
Van Stolk is een uit Benschop afkomstig geslacht dat vooral bekend is geworden als Rotterdams houthandelaars- en papierhandelaarsgeslacht en van de collectie Atlas Van Stolk.

## Geschiedenis
De stamreeks begint met Cornelis Adriaensz. Stolcker die in ongeveer 1485 werd geboren, woonde en overleed te Benschop in 1559. Diens kleinzoon Esau Dammasz., (†1631) vestigde zich als huistimmerman te Rotterdam. Een nazaat David (1692-1772) werd de eerste houthandelaar van het geslacht.

## Enkele telgen
Jan Adriaensz. van Stolck (1650-1709), timmerman te Rotterdam
- David van Stolk (1692-1772), houthandelaar en bouwmeester te Rotterdam
  - Jan van Stolk (1731-1810), houthandelaar en bouwkundige
    - David van Stolk (1759-1787), houthandelaar
    - Cornelis van Stolk (1761-1837), bierbrouwer en raad van Rotterdam
    - Abraham van Stolk (1762-1819), houthandelaar en schepen van het Ambacht Cool
      - Jacob van Stolk (1787-1858)
        - Mattha Cornelia van Stolk (1815-1838); trouwde in 1836 met Joost van Vollenhoven (1814-1889), burgemeester van Rotterdam, lid van de Eerste Kamer der Staten-Generaal
        - Abraham van Stolk (1818-1899), lid fa. A. van Stolk en Zoonen, houthandel
          - Jacob van Stolk (1856-1919), lid fa. A. van Stolk en Zoonen, houthandel
            - Abraham van Stolk (1883), houthandelaar

        - Mr. Thomas van Stolk (1826-1882), koopman en vice-consul van Portugal, daarna advocaat en kandidaat-notaris te ‘s-Gravenhage, stichter van het Van Stolkpark in 's-Gravenhage
        - Jan van Stolk (1826-1880), koopman en lid van de Rotterdamse gemeenteraad, lid van de Tweede Kamer der Staten-Generaal
          - Jacobus van Stolk (1862-1919), secretaris van de Koninklijke Nederlandsche Harddraverij- en Renvereeniging
            - Willem Lucas Arnout van Stolk (1894-1923), kunstschilder

      - Cornelis van Stolk (1792-1848), houthandelaar
        - Abraham van Stolk, heer van Ameide, Ovezande en 's-Heerenhoek (1814-1896), lid fa. A. van Stolk en Zoonen, houthandel, aanlegger van de Atlas Van Stolk
          - Jacobus van Stolk (1845-1920), lid fa. A. van Stolk en Zoonen, houthandel
            - Abraham van Stolk (1872-1929), lid fa. A. van Stolk en Zoonen, houthandel
              - Jacobus van Stolk (1897), directeur N.V. Abr. van Stolk & Zoonen, houthandel, beheerder der Stichting Atlas van Stolk te Rotterdam
              - Louis van Stolk (1903-1986), directeur N.V. Abr. van Stolk & Zoonen, houthandel
                - Abraham van Stolk (1941-1996), socioloog en schrijver

          - Cornelis van Stolk (1847-1913), lid fa. Havelaar & van Stolk, bierbrouwers
            - Abraham van Stolk (1874-1951), directeur N.V. d'Blaauwe Molen, meelfabriek, en schrijver

        - Gerrit van Stolk (1817-1902), lid fa. A. van Stolk & Zoonen, houthandel, lid provinciale staten van Zuid-Holland
          - Adriaan van Stolk (1843-1882), lid fa. A. van Stolk & Zoonen, houthandel
            - Cornelia Elisabeth van Stolk (1874); trouwde in 1900 met mr. Melchior Wijt (1868-1934), burgemeester, laatstelijk van Steenwijk
            - Pieter van Stolk (1876-1914), burgemeester van Klundert, daarna koopman

        - Jan Jacob van Stolk (1819-1858), makelaar
          - Jan Jacob van Stolk (1858-1940), oprichter fa. van Stolk & Reese, groothandel in papier te Rotterdam

        - Mr. Jacob van Stolk (1821-1866), advocaat en procureur, lid provinciale staten van Zuid-Holland, lid van de Rotterdamse gemeenteraad
        - Adriaan Pieter van Stolk (1822-1894), lid fa. Gebr. van Stolk, graanhandel
          - Anna Joanna van Stolk (1853-1938), schilder en illustrator; trouwde in 1880 met prof. dr. Sebastiaan Hoogewerff (1847-1934), hoogleraar
          - Jan Bertram van Stolk (1854-1927), lid fa. Gebr. van Stolk, graanhandel, stichter van het opgeheven Museum van Stolk
            - Adriaan Pieter van Stolk (1883-1926), kunstverzamelaar; trouwde in 1919 met jkvr. Sophie van der Does de Willebois (1891-1961), keramiste
              - Jan van Stolk (1920-1997), keramist
              - Romualda Mimosa Marie van Stolk (1921-2012), kunstschilderes; trouwde in 1943 met Pieter Adriaan Emile Bogaerts (1920-1983), portretschilder

          - Cornelis Adriaan Pieter van Stolk (1857-1934), lid fa. Gebr. van Stolk, graanhandel
            - Cornelis van Stolk (1897), lid fa. Gebr. van Stolk, graanhandel

          - Mr. Adriaan Pieter van Stolk (1863-1928), lid fa. Gebr. van Stolk, graanhandel

        - Cornelis Eliza van Stolk (1824-1907), lid fa. Gebr. van Stolk, graanhandel, lid gemeenteraad van Rotterdam

      - Huibert van Stolk (1800-1838), houthandelaar, lid gemeenteraad van Rotterdam
      - Anna van Stolk (1804-1841); trouwde in 1826 met prof. dr. Jan van der Hoeven (1801-1868), hoogleraar

    - Johanna van Stolk (1766-1831); trouwde in 1786 met Pieter Snellen (1761-1814), buskruitfabrikant en vroedschap te Rotterdam

Geslachten die opgenomen zijn in het sinds 1910 verschijnende genealogische naslagwerk Nederland's Patriciaat. Lijst volgens opgave van het CBG Centrum voor familiegeschiedenis.
A · B · C · D · E · F · G · H · I · J · K · L · M · N · O · P · Q · R · S · T · U · V · W · Y · Z